# グリーンツダボクシングクラブ
グリーンツダボクシングジムは、大阪府大阪市東成区深江南に所在するプロボクシングのジム。最寄駅は、地下鉄中央線深江橋・地下鉄千日前線新深江。

## 概要
津田博明（つだひろあき）が1980年2月に西成区天下茶屋で設立。下町の小さなジムだったが、初年度から赤井英和を輩出し人気が高まり、関西を代表する名門ジムとして世界王者を輩出するまでに至った。ジムの名前は、設立当初は「愛寿ボクシングジム」であった。また「三和愛寿ボクシングジム」・「三和ツダボクシングジム」・「グリーンツダジム」・「グリーンツダボクシングクラブ」となっていた時期もあった。ジム名に冠されている「グリーン」は、当時のスポンサーであったグリーン観光の名残である。
2005年4月11日、所属選手の亀田興毅が移籍を希望していたことに対し、最低落札額3000万円からの入札移籍を本人確認のないまま公表。これに対し亀田が不満を持ち、JBCに相談。JBCから本人の意思を重視するように指示を受け入札は取りやめたが、協栄ジムが3000万の移籍金を払い亀田は移籍した。
2007年2月初代会長の博明が死去。
会長職は初代存命時より長男である津田博文が2代目、続いて次男の津田栄治が3代目を務めていた。
同年5月、所属選手の高山勝成が4月7日新井田豊とのWBA世界ミニマム級王座統一戦で得られる予定のファイトマネー350万円のうち、330万円が支払われないとグリーンツダジムをJBCへ訴えた。JBCの聞き取りの結果、グリーンツダジムには4200万円ほどの負債があり支払い能力がないことが判明。高山は、グリーンツダジムからWBC世界バンタム級王者：長谷川穂積のチーフトレーナーを務めていた山下正人が旗揚げする真正ボクシングジムに移籍することが正式決定した。また興行を行うグリーンツダプロモーション社が6月末で解散を決定した。プロモーションは解散するが、ジムは縮小し維持される。負債の解消を目的として、現在冠されている「グリーン」の部分の命名権を販売することにしたが、現在まで購入者は現れていない。
2008年4月1日付で東成区へ移転。さらに、2008年5月には久高寛之が元所属選手である仲里義竜の仲里・ATSUMIボクシングジムに移籍した。
2014年4月、マネージャーを務めていた本石昌也が4代目会長に就任。
同年9月、WBC女子世界フライ級王者真道ゴーがクラトキジムより移籍。
2015年4月、川口裕が東洋太平洋バンタム級王座を獲得し、ジムとしては8年ぶりのタイトル獲得となった。
2019年、株式会社組織となり、会長の本石が社長に就任した。

## 選手

### ジム出身世界王者
- 井岡弘樹（WBCミニマム級・WBAライトフライ級）
- 山口圭司（WBAライトフライ級）
- 高山勝成（WBAミニマム級暫定・WBCミニマム級）
- タノンサック・シムシー（IBFライトフライ級）
- 真道ゴー（WBC女子世界フライ級・在位中にクラトキから移籍）

### 現役選手
- 下町俊貴（第47代日本スーパーバンタム級王者）
- 前田稔輝（2019年度全日本フェザー級新人王）

### 過去の主な選手
- 赤井英和（グリーンツダジムプロボクサー1号選手。世界王座挑戦者。引退）ちなみにアマチュア時代は新進（現・新日本大阪）に在籍していた。
- 井岡一法（井岡弘樹の兄、井岡一翔の父。引退。元井岡ジム会長）一翔も中学時代はグリーンツダの練習生だった。
- 升田貴久（三迫へ移籍）
- 徳山昌守（金沢へ移籍。移籍後、グリーンツダの先輩井岡と拳を交えた。引退）
- 亀田興毅（協栄→無所属→亀田→UNITEDへ移籍。引退。現在3150ファイトファウンダー）弟である亀田大毅もグリーンツダの練習生だった。
- 石田順裕（元WBA世界スーパーウェルター級暫定王者・金沢から移籍。引退）
- 神代英明（世界王座挑戦者。引退。現在神拳ジム会長）
- 藤原康二（WBC世界フライ級10位。引退）
- 中島健（世界王座挑戦者。引退）
- 久高寛之（仲里・ATSUMIへ移籍。現在仲里所属）
- 仲里義竜（トム仲里）（第32回全日本ジュニアライト級新人王。引退。現在仲里ジム会長）
- ミッキー高山（進光から移籍）
- 小林悠梨（真正から移籍）
- 闘将青木誠（元ABCOライト級コンチネンタル王座、ABCOライト級王座、IBFパンパシフィックライト級王座。引退。）
- 松岡輝（大成へ移籍）
- 塩濱崇（OPBF東洋太平洋ライトフライ級・日本ライトフライ級王者）
- 大鵬健文（日本フライ級王者。引退。現大鵬ジム会長）
- 杉本光一（日本ジュニアバンタム級・バンタム級王者）
- 大東旭（日本スーパーウェルター級王者）
- 丸元大成（OPBF東洋太平洋ウェルター級王者。引退。現在大成ジム会長）
- 本田秀伸（日本ライトフライ級王者。引退。現在神奈川渥美ジム会長）
- 徳島尚（日本ミニマム級・元OPBF東洋太平洋フライ級王者）
- 町田和久（OPBF東洋太平洋スーパーフライ級王者）
- 興梠貴之（日本ライトフライ級王者）
- 小松則幸 (エディタウンゼント時代にOPBF東洋太平洋フライ級王者。2009年4月13日、死去）
- 川口裕（第45代東洋太平洋バンタム級王者）
- 矢田良太（第54代日本ウェルター級王者）
- 奥本貴之（第41代日本スーパーフライ級王者）
- 小村楓香
- 那須亮祐